# Iglesia de Nuestra Señora de la Asunción (Lasarte)
La iglesia Nuestra Señora de la Asunción en Lasarte, Vitoria (Álava, España) es un edificio gótico avanzado que dispone de bóvedas nervadas. En el siglo XIX se maestrearon los muros, y se construyó una fuerte cornisa denticulada, que se apoya sobre pilastras con capiteles compuestos.
A pesar del pequeño tamaño de la localidad, Lasarte tuvo su importancia histórica. En 1286 Sancho el Bravo la donó a Vitoria. Los hijosdalgo de la jurisdicción de la villa se unieron en la insigne y Noble Junta de Caballeros Hijosdalgo de Elorriaga y los hombres buenos de la misma jurisdicción formaron la Junta de Francos Infanzones con sede en Lasarte. Asimismo los libros parroquiales del siglo XVI reflejan una situación económica desahogada.

## Descripción
La iglesia de Nuestra Señora de la Asunción es un edificio exento, en el que, volumétricamente, se van apreciando los distintos cuerpos edificatorios: nave principal muy alta, torre a los pies de la anterior, sacristía y escalera exenta al norte, pórtico y vivienda al sur.
La planta es de templo de salón, con ábside poligonal, lo que hace que la bóveda del presbiterio sea estrellada. Llevan las claves con motivos de María en su Asunción. De esta época, siglo XVI, son también los óculos del ábside con estrella de cinco puntas, y otros dos del muro sur.
Existen dos ventanales románicos en la cabecera, fechados en los últimos años del siglo XII o primeros años del XIII. Su existencia manifiesta que hubo un templo románico anterior al gótico existente. El orientado al sur lleva arco de medio punto con tres arquivoltas adornadas con acantos y ramas curvadas. Las columnas, de fuste liso, llevan decoraciones de acanto o cardinas carnosas en los capiteles. El ventanal contiguo lleva efigies de los doce Apóstoles. Las jambas se adornan con entrelazados y hojas dentadas. 

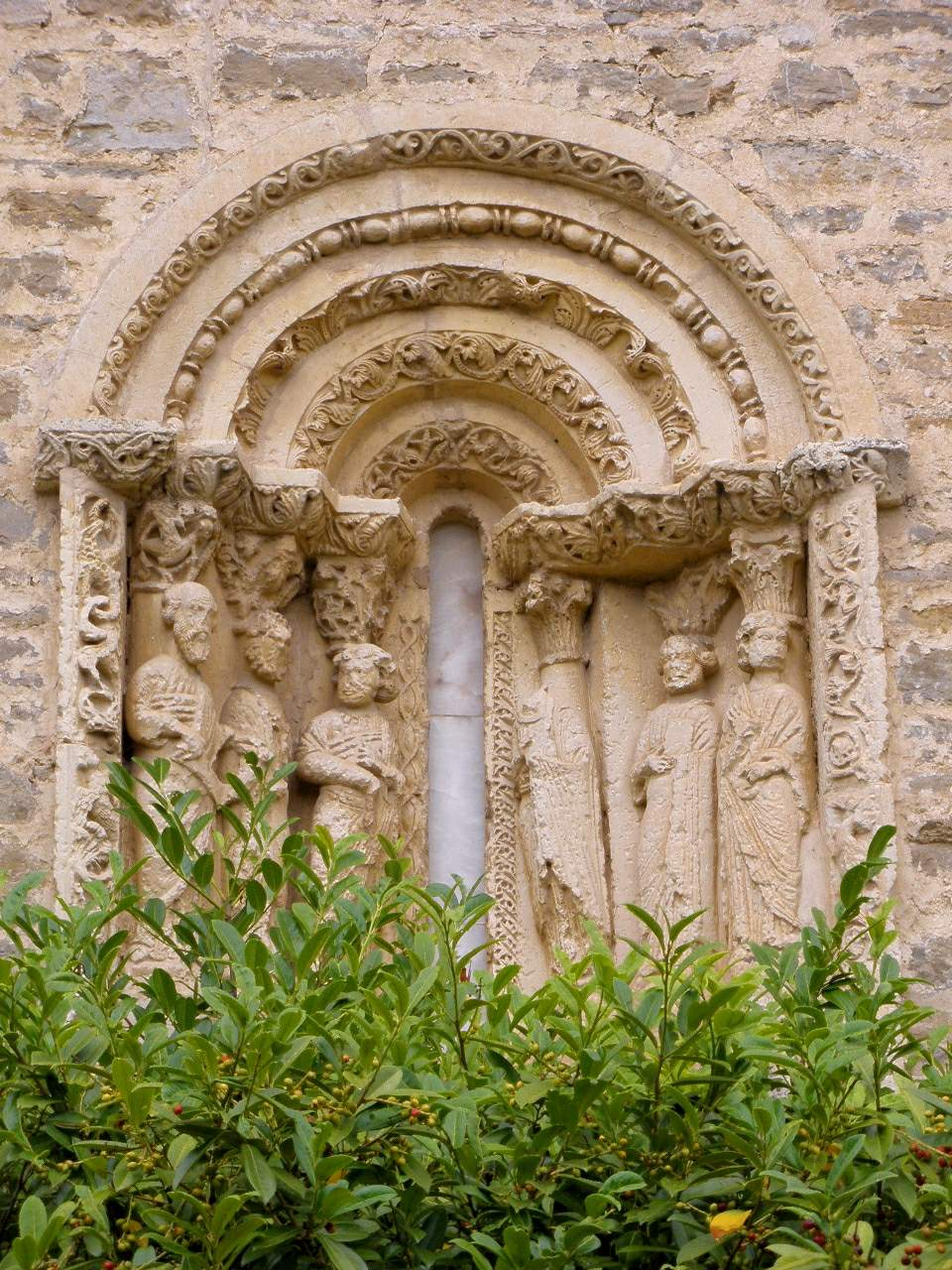
Ventanal románico

La portada se encuentra construida con arco apuntado y corresponde con un románico tardío. Dispone de tres arquivoltas con baquetones y otra con entrelazados. El trasdós lleva flores sobre medias esferas. Podría corresponder al siglo XIII.
El pórtico, en planta baja, dispone de arco apuntado, liso y dovelado. Sobre este pórtico se encuentra lo que debió ser vivienda cural o sala de reunión de cofrades. A los lados existen otras estancias, las cuales se iluminan con pequeñas ventanas con arco apuntado.
La sacristía es otro de los volúmenes que se aprecian desde el exterior. Lleva, interiormente, bóveda de terceletes apeadas sobre peanas molduradas con flores geométricas. Se trata de una obra de finales del siglo XVI o comienzos del siglo XVII.
La torre es un cuerpo tosco, con aspecto de campanario defensivo. El acceso se realiza por el interior 
de la misma, a través de una escalera de caracol defendida por saeteras. El cuerpo de campanas se encuentra compuesto por ocho huecos apuntados. Sobre este último tramo debió existir una bóveda, puesto que se aprecian arranques de la misma en los rincones.
Adosado a la iglesia se encuentra el cementerio, que no es sino una tapia con un acceso, solución muy típica de las pequeñas poblaciones de Alava.